# Cerkiew św. Michała Archanioła we Lwowie
Cerkiew św. Michała Archanioła – greckokatolicka cerkiew przy ulicy Zielonej 385 we Lwowie, w dzielnicy Sichów, w rejonie sichowskim.
W 1910 we wsi Sichów wybudowano małą drewnianą kaplicę, która otrzymała wezwanie Matki Bożej Królowej Polski. W 1912 poniesiono ją do rangi kościoła filialnego, który swoim zasięgiem obejmował Sichów oraz Pasieki Zubrzyckie. W 1927 kaplica stała się siedzibą parafii, którą od 1936 r. prowadzili księżą saletyni. W 1936 ze środków zebranych przez parafian w miejsce drewnianej kaplicy rozpoczęto budowę niewielkiego, murowanego kościoła, którego projekt opracował Andrzej Frydecki. Prace przerwało wkroczenie Armii Czerwonej, w 1946 świątynia znajdowała się w stanie surowym, wówczas władze radzieckie nakazały ją zamknąć. Na początku lat 90. XX wieku budynek przekazano cerkwi greckokatolickiej, która przebudowała wnętrze dostosowując je do potrzeb obrządku wschodniego. Nowa cerkiew otrzymała jako patrona św. Michała Archanioła. 